# Théophile-Jules Pelouze

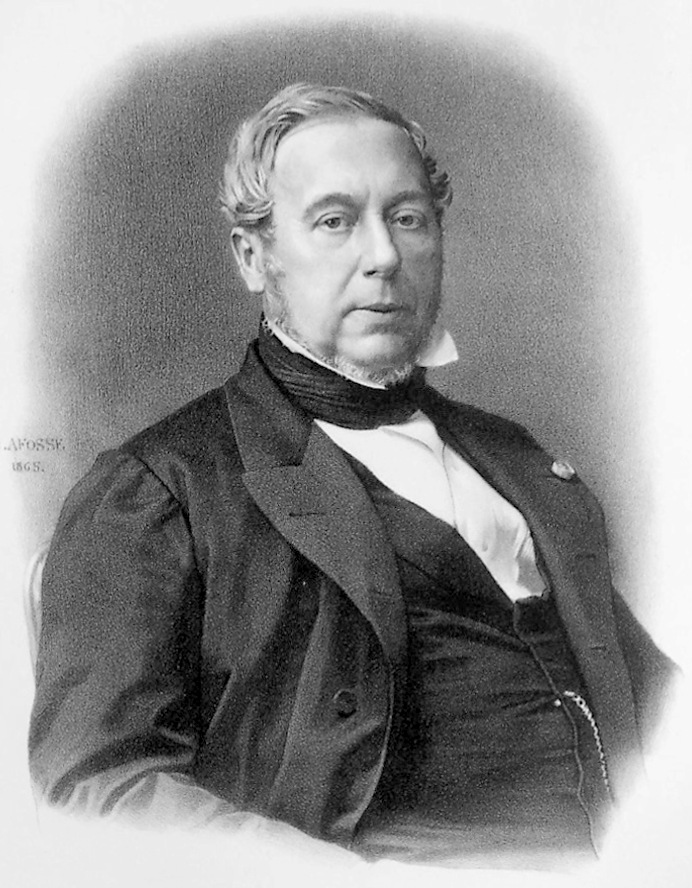
Théophile-Jules Pelouze

Jules Pelouze (Valognes, 26 februari 1807 – Parijs, 31 mei 1867) was een Franse scheikundige.
Hij bestudeerde aardolie en ontdekte de nitrilen. Hij is een van de 72 Fransen wier namen in reliëf op de Eiffeltoren zijn aangebracht.